# Quebrada La Iguaná
La quebrada La Iguaná es la corriente de agua más importante del occidente de la ciudad de Medellín. Nace a 2950 m s. n. m. cerca al Alto de Boquerón en el Cerro de Las Repetidoras, tiene una longitud de 15 km y desemboca en el río Medellín a 1453 m s. n. m. al frente de la desembocadura de la Quebrada Santa Elena  y de la Plaza Minorista, después de atravesar sectores de San Cristóbal, San Javier, Robledo y Laureles - Estadio.

## Cauce y hechos históricos
La quebrada la Iguaná durante el siglo pasado, después de pasar por donde se encuentra actualmente el puente de la carrera 80, tomaba dirección hacia donde hoy se encuentra la cuarta brigada y el barrio Estadio desembocando en la Quebrada La Hueso.
Sin embargo el 23 de abril de 1880 tuvo una enorme creciente que destruyó gran parte de lo que ese entonces era el poblado de Robledo, obligando al traslado del caserío hacia donde hoy se encuentra el parque principal; y la quebrada por su parte cambió de rumbo y se acercó al Cerro El Volador, volviéndose afluente directo del río Medellín.
Hoy en día la quebrada se encuentra canalizada a partir de la carrera 80, donde se le construyó una estructura en forma de azud para sedimentar las arenas y evitar avenidas torrenciales aguas abajo donde se asienta un gran número de población; otra estructura importante es la presa de control realizada en el puente de la carrera 70 donde por medio de una cascada, la quebrada dispersa su energía.
La cuenca de la quebrada La Iguaná limita con las cuencas de las quebradas Malpaso al norte, El Hato al noroccidente, La Frisola al occidente, La Hueso al sur y el río Medellín al oriente.

### Afluentes
La Iguaná cuenta con un gran número de afluentes entre los que se destacan las quebradas La Seca, Los Amigos, La Popa, La Cumbre, El Limo, La Culebra, La Tenche, Los Arrayanes, La Basura, Pedregal, La Honda, El Uvito, La Bermejala o Bomejala, San Francisca (Principal Afluente), El Hato, Chagualón o La Merced, La Puerta, La Corcovada, La Gómez, entre otras.

### Corredor verde de La Iguaná
El corredor verde de La Iguaná es uno de los 34 proyectos de restauración de conexión biológica al interior de la ciudad de Medellín, como una apuesta para la interacción y desplazamiento de avifauna, insectos y mamíferos presentes en el área metropolitana, ayudando a su vez al mejoramiento de las condiciones abióticas como la reducción de la temperatura y a controlar condiciones antrópicas, como la reducción en la concentración de los gases contaminantes.
Este proyecto consiste en la revegetalización por medio de la siembra de árboles, palmeras, arbustos y plantas de diversos tipos en:
- 18 separadores viales y andenes (Av. Guayabal, Av. Oriental, Calle 30, San Juan, Calle Colombia, Carrera 65, Av. Ferrocarril, Calle 10, Calle Argentina, Av. El Poblado, Av. Juan del Corral, Carrera Junín, Calle Echeverri,  Carrera Bolívar, La Playa,  Carrera Girardot, Carrera Giraldo y Los Huesos).[2]
- 13 quebradas (La Iguaná, La Hueso, Malpaso, El Molino, La Guayabala, La Bermejala, La Presidenta, La Picacha, Ana Díaz, Altavista, La Volcana, La Poblada y La Pelahueso).[2] Los corredores verdes de quebradas generan continuidad en el sistema verde de la ciudad. Con las siembras de árboles en estos, se mejora la biodiversidad y se generan espacios para la relación de especies. Adicionalmente, en ellos se evidencia la llegada de animales como el mono Tití, el Zorro Perruno y el ave llamada Guadañero Estriado.[3]
- 3 cerros tutelares (El Volador, Nutibara y Asomadera)[2] El corredor de la quebrada La Iguaná, es uno de los más largos, conecta al páramo de las Baldías, el Alto de las repetidoras y el alto de Boquerón con el Valle de Aburrá, sirviendo de conexión entre el distrito de manejo integrado Aburrá-Río Cauca con el fondo del valle; por medio de la carrera 65, se une al sistema de corredores verdes de La Hueso, Ana Díaz y Pelahueso; y por medio del Cerro El Volador al de la Malpaso.